# Blair Township (Pennsylvanie)
Pour les articles homonymes, voir Blair Township.
Blair Township est un township, situé dans le comté de Blair, en Pennsylvanie, aux États-Unis,. En 2010, il comptait une population de 4 494 habitants.

## Démographie
Lors du recensement de 2010, le township comptait une population de 4 494 habitants. Elle est estimée, en 2019, à 4 557 habitants.

### Source de la traduction
- (en) Cet article est partiellement ou en totalité issu de l’article de Wikipédia en anglais intitulé « Blair Township, Blair County, Pennsylvania » (voir la liste des auteurs).